# 达讷武
达讷武（法語：Dannevoux，法語發音：[danvu]）是法国默兹省的一个市镇，属于凡尔登区。

## 地理
达讷武（49°18'29"N, 5°14'7"E）面积14.4 平方千米，位于法国大東部大區默兹省，该省份为法国西北部内陆省份，北与比利时接壤，西接马恩省和阿登省，南至上马恩省和孚日省，东临默尔特-摩泽尔省。
与达讷武接壤的市镇（或旧市镇、城区）包括：默兹河畔布略勒、孔桑瓦、热尔库尔和德里朗库尔、塞普特萨尔热、默兹河畔锡夫里、维洛讷-阿罗蒙。

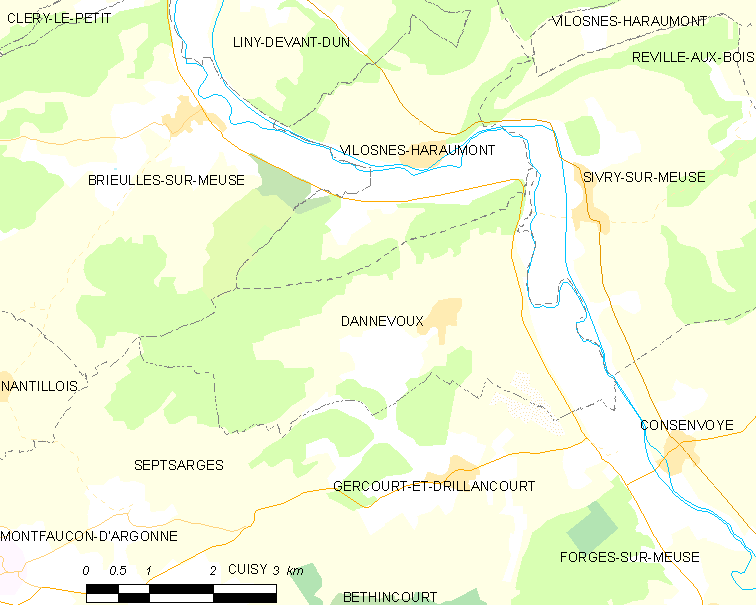
达讷武的OSM定位图

达讷武的时区为UTC+01:00、UTC+02:00（夏令时）。

## 行政
达讷武的邮政编码为55110，INSEE市镇编码为55146。

## 政治
达讷武所属的省级选区为阿戈讷地区克莱蒙县。

## 人口

1962-2008年间达讷武人口变化图示

达讷武于2022年1月1日时的人口数量为192人。